# Lasko (serie de televisión)
Lasko - Die Faust Gottes es una serie de acción alemana. El título es la figura del joven monje Lasko, que ya lo fue en la película de televisión Lasko – Im Auftrag des Vatikans. Por primera vez la serie fue vista el 18 de junio de 2009 a las 20:15 en la RTL y la ORF 1.

## Argumento
Lasko es una miniserie de acción y misterio, aunque también cuenta con grandes escenas de acción. Está protagonizada por un joven monje llamado Lasko, un maestro de las artes marciales que, junto a los demás frailes de la orden Pugnus Dei, vive una vida austera en un monasterio alejado del mundo. La orden monástica Pugnus Dei fue fundada durante las Cruzadas, pero al contrario que las numerosas órdenes de caballeros fundadas en aquella época, los miembros de Pugnus Dei no buscaban poderes terrenales ni tampoco influencia, sino ayudar al prójimo. La élite de la orden son los portadores del anillo, guerreros de pureza, poder y velocidad inigualables. A su muerte, pasan su anillo a un nuevo portador que ellos eligen.

## Reparto
- Hermano Lasko (Mathis Landwehr): Monje que está buscando su camino en la vida. Un día descubre que su deber es ayudar a los demás. Monje del Pugnus Dei. Su entrega al bien y al combate es increíble.
- Hermano Gladius (Stephan Bieker): Amigo del hermano Lasko. Él le ayudará cuando le sea posible.
- Sophia von Erlen (Simone Hanselmann): Policía de la BKA e hija de un antiguo monje del Pugnus Dei.

## Lista de Episodios
- Temporada 1: Estreno en Alemania, 18-08-2009
- Temporada 2: Estreno en Alemania, 21-10-2010

- Datos: Q637294
- Multimedia: Lasko - Die Faust Gottes / Q637294